# 案山子 KAKASHI
『案山子 KAKASHI』（かかし）は、2001年公開の日本映画。監督は鶴田法男。

## 概要
伊藤潤二の短編漫画『案山子』『墓標の町』など複数を原作としてインスパイアされたオリジナルホラー。また監督の鶴田法男が愛好するジョン・カーペンター作品など1970年代から1980年代のホラー映画へのオマージュ要素が盛り込まれている。
日本と香港の合作で、シンガポールなどでヒットした。ゆうばり国際ファンタスティック映画祭2001ファンタランド国王賞受賞。

## あらすじ
行方不明となった兄・剛のアパートを調べていた吉川かおるは、高校時代の同級生・宮守泉が兄に出したラブレターを見つける。かおるは泉の実家がある山間の村に向かうが、泉の両親は泉は入院中だと言って会わせてくれない。その日、かおるは宮守家に泊めてもらうことになるが……。

## キャスト
- 吉川かおる：野波麻帆
- 宮守泉：柴咲コウ
- サリー・チェン：グレース・イップ
- 吉川剛：松岡俊介
- 宮守幸恵：りりィ
- 宮守耕造：河原崎建三
- 野地周作：有薗芳記
- 野地あゆみ：五十嵐瑞穂
- 巡査：田中要次
- 修理工：ボブ鈴木
- 村人：森下能幸
- 管理人：小柳友貴美
  - 山中聡、中村靖日、三坂知絵子、堀文明、猫田直 ほか

## スタッフ
- 監督・脚本：鶴田法男
- 企画・プロデュース：尾西要一郎
- 原作：伊藤潤二
- 脚本：村上修、玉城悟、三宅隆太
- 撮影：菊池亘
- 音楽：尾形真一郎
- 美術：丸尾知行
- 編集：須永弘志
- 特殊メイク：ピエール須田
- 助監督：加藤文明、落合崇、高橋麻依
- スタントコーディネート：Super Action Megasystem
- MA：福島音響
- 現像：東京現像所
- 企画：相原英雄